# Edwin Benckiser
Edwin Benckiser (* 20. Dezember 1809 in Durlach; † 25. Februar 1889 in Mannheim) war ein badischer Jurist und Politiker.

## Leben
Edwin Benckiser war der Sohn des aus Pforzheim stammenden Kaufmanns Johann Adam Benckiser. Im Alter von 13 Jahren trat er in das Karlsruher Lyzeum ein, wo er im Frühjahr 1828 die Endprüfung bestand. Danach studierte er Rechtswissenschaften an der Universität Heidelberg, wo er 1833 die juristische Staatsprüfung mit der Note „gut“ ablegte.  Zu seinen Lehrern an der Universität gehörten die Professoren Thibaut, Zachariae, Morstadt, Mittermaier und Schlosser. Nach zweijährigem Praktikum beim Oberamt Durlach hielt Benckiser sich etwa ein Jahr in Paris und Dijon auf. Dort machte er sich mit der Umsetzung des Code civil vertraut, da das Badische Landrecht seit 1810 während des gesamten 19. Jahrhunderts dem Vorbild des französischen Zivilrechts folgte. Im Dezember 1837 trat er in das Sekretariat des badischen Innenministeriums ein. 1839 erfolgte seine Ernennung zum Amtsassessor in Durlach. 1842 wurde er zum Assessor beim Hofgericht des Mittelrheinkreises in Rastatt befördert. 1845 erreichte er die richterliche Position eines Hofgerichtsrats. Mit dem Hofgericht des Mittelrheinkreises siedelte Benckiser in dieser Position nach Bruchsal über. 1855 ging er von dort nach Mannheim, wo er zum Oberhofgerichtsrat ernannt wurde. Nach der am 1. Oktober 1864 vollzogenen Neuorganisation des badischen Gerichtswesens bezog Benckiser die Position eines Kreis- und Hofgerichtsdirektors in Mannheim. Das Kreis- und Hofgericht Mannheim war für die Bezirke Mannheim, Heidelberg und Mosbach, sowie seit 1868 als Rheinschifffahrtsobergericht für das ganze Großherzogtum Baden zuständig. 1869 folgte Benckiser einem Ruf zum Vizekanzler des Badischen Oberhofgerichts, das bis 1879 seinen Sitz im Schloss Mannheim hatte. Wenige Monate nach seiner Ernennung zum Vizekanzler rückte er in die Position des Kanzlers am Oberhofgericht in Mannheim auf. Am 1. Mai 1872 kehrte er zum Kreis- und Hofgericht Mannheim zurück und wurde dessen Präsident. 1879 wurde das Kreis- und Hofgericht in das Landgericht Mannheim umgewandelt. Dort hielt Benckiser nun bis zu seinem Lebensende die Position des Landgerichtspräsidenten. Kurz vor seinem Tod konnte Benckiser im Alter von 79 Jahren sein 50-jähriges Jubiläum im Dienste des Großherzogtums Baden begehen, anlässlich dessen er ein Glückwunschtelegramm des badischen Justizministers Wilhelm Nokk erhielt.

## Politik
Von 1881 bis 1882 war Benckiser vom Großherzog Friedrich ernanntes Mitglied der Ersten Kammer der Badischen Ständeversammlung und fungierte während dieser Zeit auch als Präsident der Kammer.

## Familie
Edwin Benckiser war seit 1841 bis zu seinem Tod 1889 mit Emma geborene Reichardt aus Durlach verheiratet. Aus der Ehe gingen drei Söhne und vier Töchter hervor, die alle das Erwachsenenalter erreichten und beim Tod des Vaters noch lebten. Einer seiner Söhne war der Jurist und Politiker Robert Benckiser.

## Ehrungen
- 1862 Ritterkreuz des Ordens vom Zähringer Löwen
- 1869 Kommandeurskreuz mit Stern des Ordens vom Zähringer Löwen